# Ashmeadiella gillettei
Ashmeadiella gillettei là một loài Hymenoptera trong họ Megachilidae. Loài này được Titus mô tả khoa học năm 1904.